# 景泰
景泰（けいたい）は中国、明の元号（1450年 - 1457年）。第7代皇帝朱祁鈺の在世に使われた。このため朱祁鈺は景泰帝と呼ばれる。
景泰8年1月17日（1457年2月11日、奪門の変が起き、上皇となっていた英宗が、朱祁鈺より帝位を奪い重祚、直ちにその年を天順元年に改元した。

## 西暦との対照表
| 景泰 | 元年   | 2年    | 3年    | 4年    | 5年    | 6年    | 7年    | 8年    |
| 西暦 | 1450年 | 1451年 | 1452年 | 1453年 | 1454年 | 1455年 | 1456年 | 1457年 |
| 干支 | 庚午   | 辛未   | 壬申   | 癸酉   | 甲戌   | 乙亥   | 丙子   | 丁丑   |

| 前の元号 正統 | '中国の元号 明' | 次の元号 天順 |